# Piz Muragl
Der Piz Muragl ⓘ (möglich zu lateinisch mora ‚Steinhaufen‘, also moriculu oder morale mit Einwirkung vom rätoromanisch müraglia ‚Gemäuer‘) ist ein Berg östlich von Pontresina im Kanton Graubünden in der Schweiz. Der Berg besitzt einen Doppelgipfel, der sich besonders von Norden stolz und imposant präsentiert. Die östliche Spitze ist mit 3156 m ü. M. die höhere, während die westliche Spitze (3150 m ü. M.) mehr nach Westen vorgelagert, sich am markantesten darbietet. Wegen der umfassenden Aussicht auf die Berninagruppe und über die Landschaft des Oberengadins sowie wegen der leichten Erreichbarkeit durch die Muottas-Muragl-Bahn wird der Gipfel sowohl im Winter wie auch im Sommer oft besucht.

## Lage und Umgebung

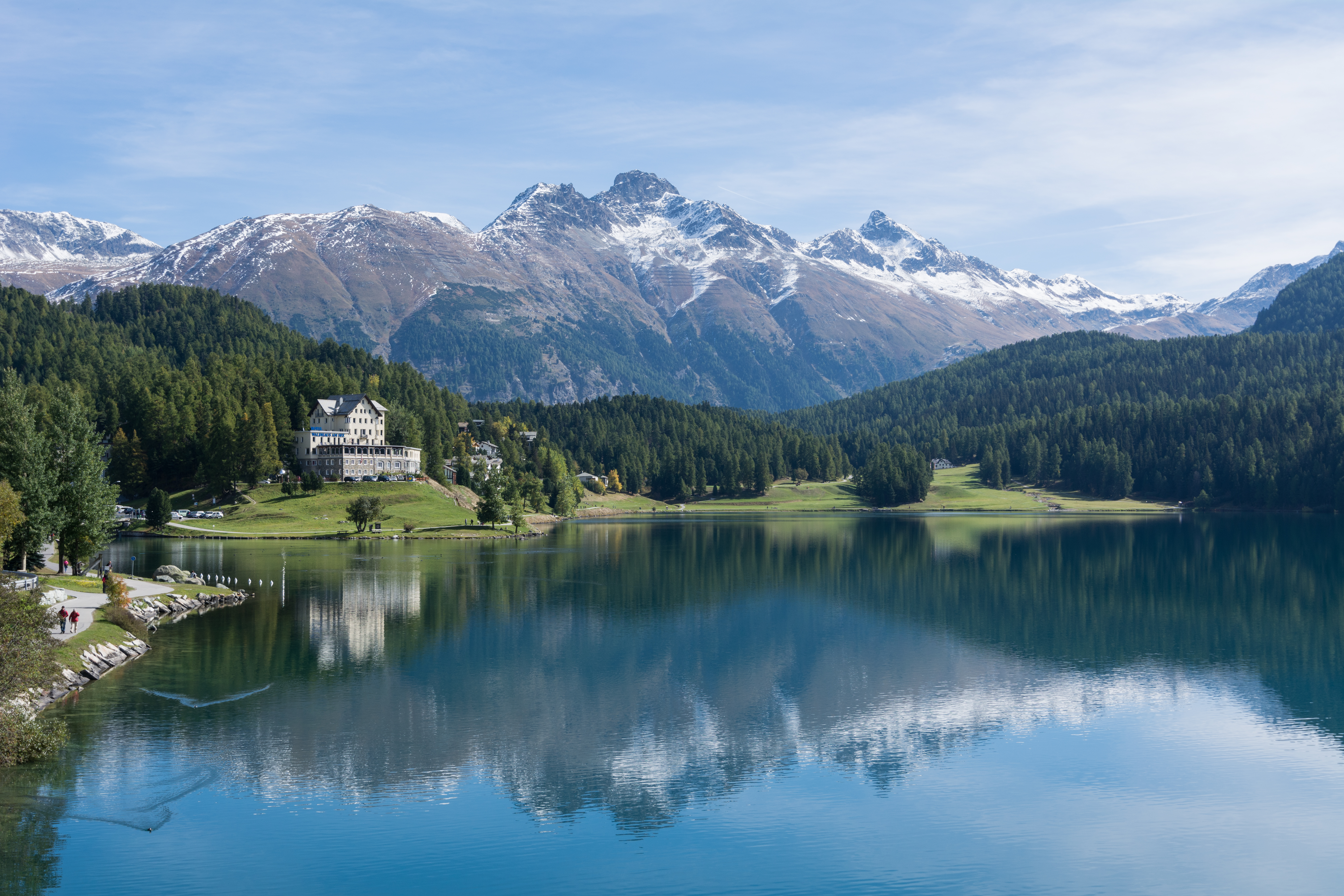
V. l. n. r. Munt la Bês-cha, Las Sours, Piz Muragl und Piz Languard, aufgenommen vom St. Moritzersee

Der Piz Muragl gehört zur Gruppe des Piz Languard, einer Untergruppe der Livigno-Alpen. Über dem Gipfel verläuft die Gemeindegrenze zwischen Pontresina und Samedan. Der Piz Muragl wird im Südwesten durch das Val Bernina und im Norden durch das Val Muragl eingefasst.
Zu den Nachbargipfeln gehören der Munt la Bês-cha und Las Sours im Nordwesten, Piz Clüx und Piz Languard im Südosten sowie Piz Vadret und Il Corn im Nordosten.
Der am weitesten entfernte sichtbare Punkt (45° 16′ 54″ N, 7° 3′ 2,6″ O) vom Piz Muragl ist der Pointe de Charbonnel (3752 m) südöstlich von Bessans in den Grajische Alpen im Département Savoie, Region Auvergne-Rhône-Alpes, Frankreich und ist 261 km entfernt.
Auf der Nord- und auf der Ostseite besass der Piz Muragl zwei Gletscher. Heute sind sie jedoch beinahe verschwunden.
Talort ist Pontresina, häufige Ausgangspunkte sind Muottas Muragl und Alp Languard.

## Routen zum Gipfel

### Sommerrouten

#### Von Pontresina, über den Südwestausläufer
- Ausgangspunkt: Pontresina (1805 m) oder Alp Languard (2327 m)
- Via: Westausläufer zur westlichen Spitze, dann zur höchsten Erhebung
- Schwierigkeit: WS
- Zeitaufwand: 3 Stunden von Pontresina oder 1½ Stunden von Alp Languard

#### Von Pontresina, über den Nordwestgrat
- Ausgangspunkt: Pontresina (1805 m) oder Alp Languard (2327 m)
- Via: Foura da l’Amd’Ursina
- Schwierigkeit: ZS
- Zeitaufwand: 3½ Stunden von Pontresina oder 2 Stunden von Alp Languard

#### Gratüberschreitung von Las Sours
- Ausgangspunkt: Las Sours (3007 m)
- Via: Nordwestgrat
- Schwierigkeit: ZS
- Zeitaufwand: 2 Stunden
- Bemerkung: Routen zu Las Sours siehe im Artikel Las Sours

#### Vom Punt Muragl über den Nordwestgrat
- Ausgangspunkt: Punt Muragl (1738 m) oder Muottas Muragl (2454 m)
- Via: Lej Muragl
- Schwierigkeit: ZS
- Zeitaufwand: 4½ Stunden von Punt Muragl, 2¾ Stunden von Muottas Muragl, 1½ Stunden von Lej Muragl

#### Von Punt Muragl über die Nordflanke
- Ausgangspunkt: Punt Muragl (1738 m) oder Muottas Muragl (2454 m)
- Via: Lej Muragl
- Schwierigkeit: ZS
- Zeitaufwand: 4½ Stunden von Punt Muragl, 2¾ Stunden von Muottas Muragl

### Winterrouten

#### Von Muottas Muragl
- Ausgangspunkt: Muottas Muragl (2454 m)
- Via: Tschimas da Muottas, Lej Muragl, Gianda Viva, nördlich vom Piz Clüx, Skidepot auf 3070 m
- Expositionen: SW, NW
- Schwierigkeit: WS
- Zeitaufwand: 3 Stunden

#### Abfahrt nach Pontresina
- Ziel: Pontresina (1805 m)
- Via: Costa dals Süts, Alp Languard, nördlich vom God Languard
- Expositionen: S, SW
- Schwierigkeit: ZS+
- Bemerkung: Schutzgebiet oberhalb von Pontresina

## Galerie

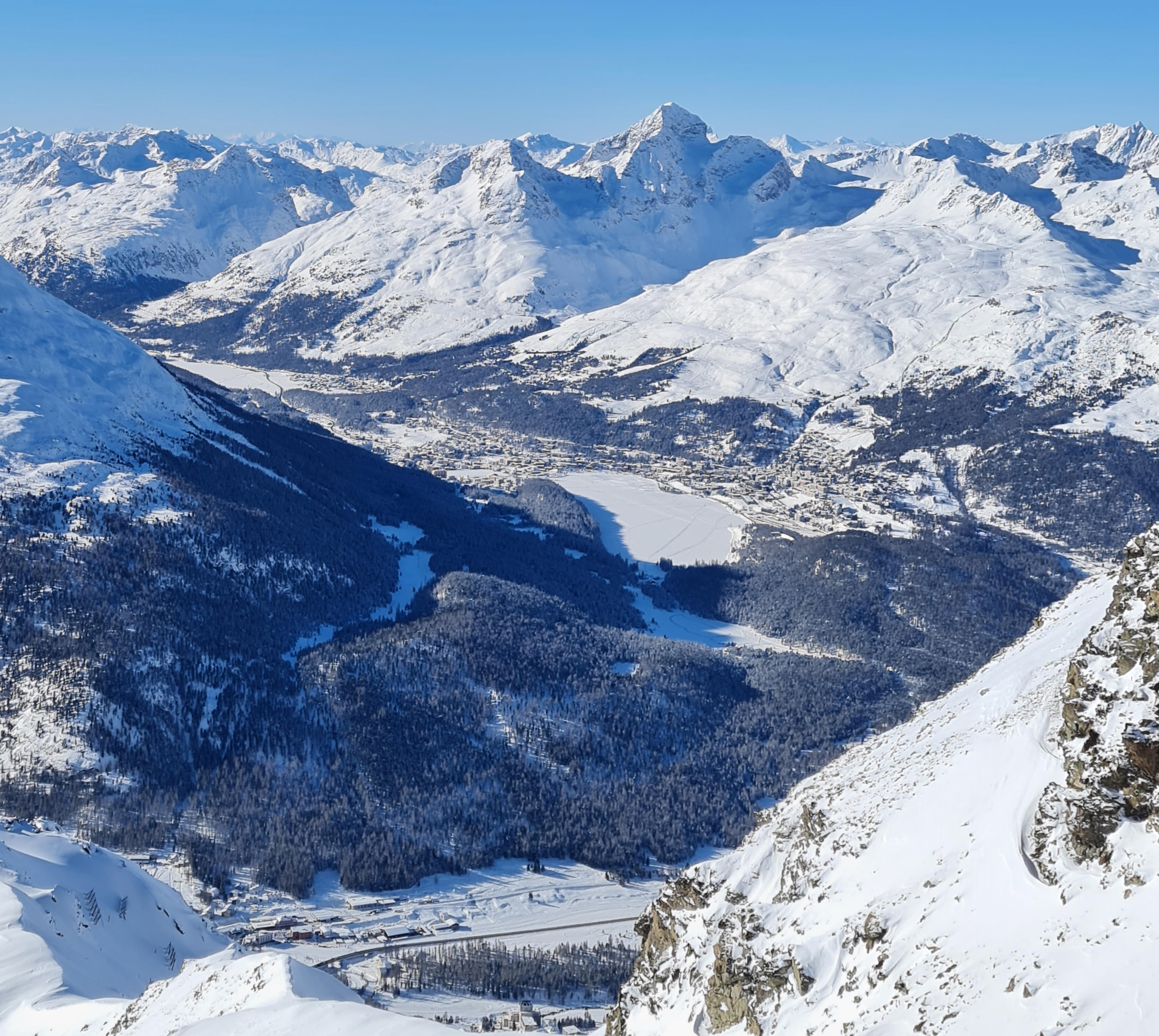
Blick vom Piz Muragl über das Oberengadin.
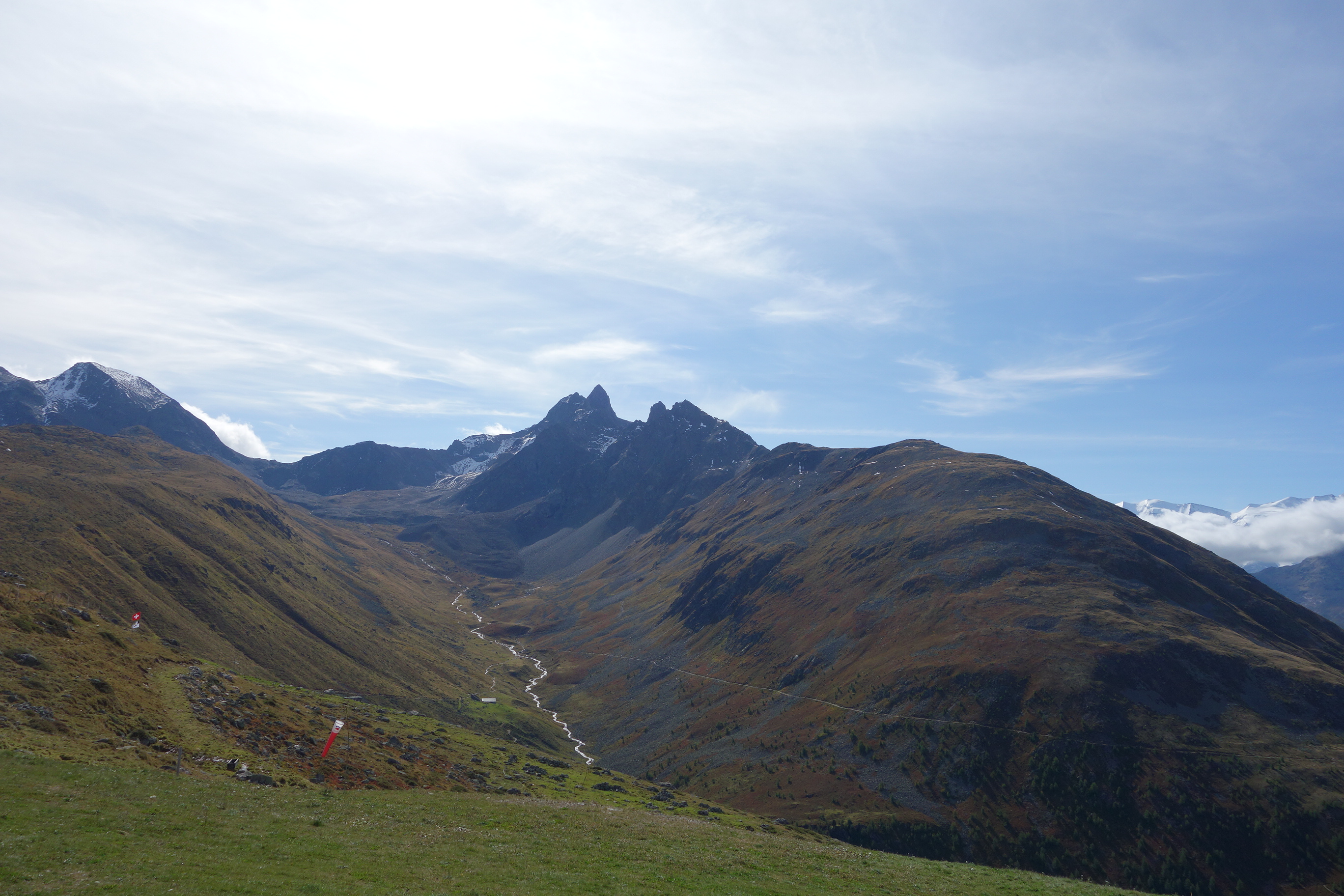
v. l. n. r. Piz Vadret, Piz Clüx, Piz Muragl, Las Sours und Munt la Bês-cha, aufgenommen von Muottas Muragl. Der Spitze Gipfel des Piz Muragl (rechts) ist der Westgipfel, der weniger prominente Gipfel (links) ist der Hauptgipfel.
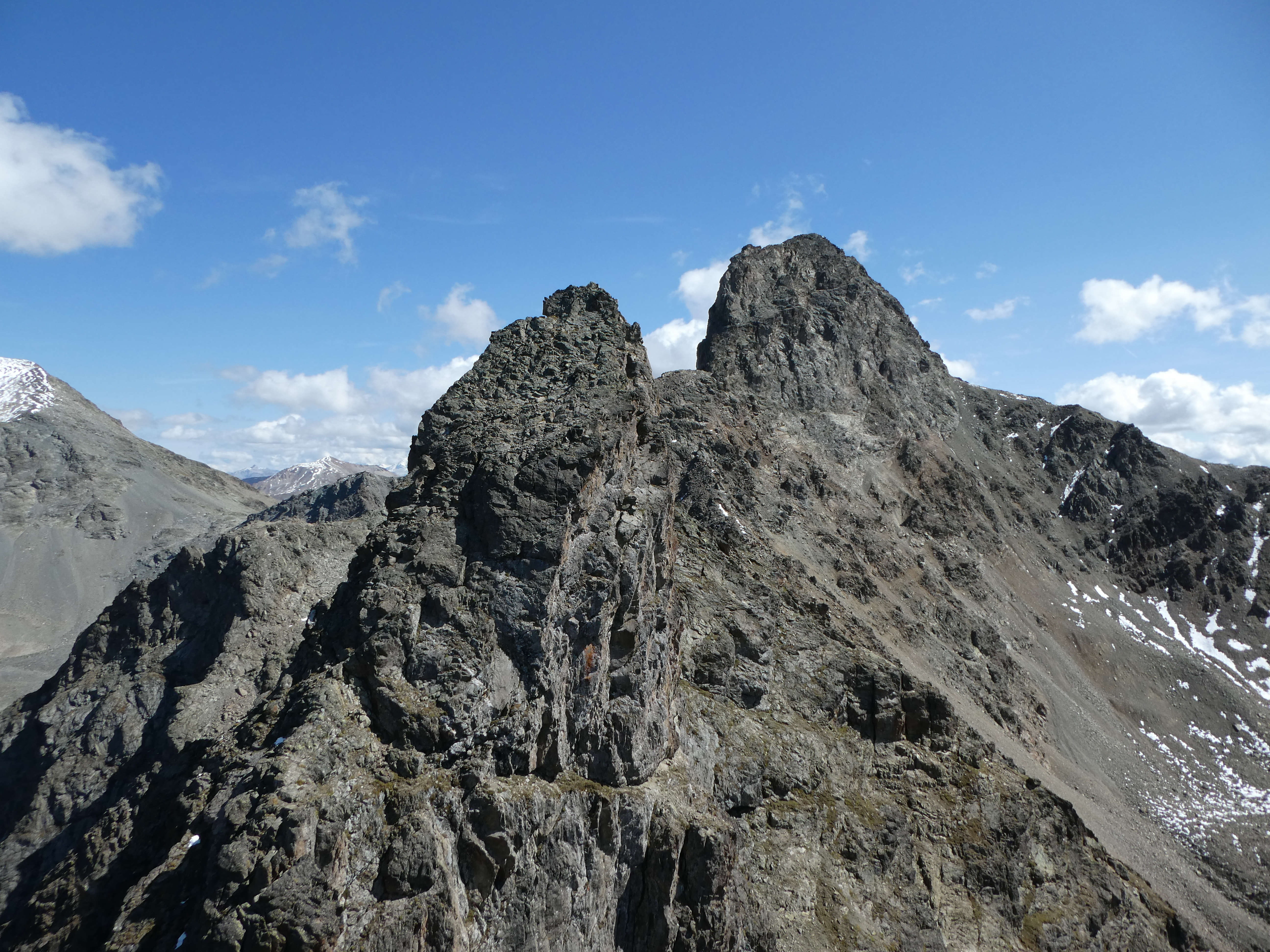
Hauptgipfel von Las Sours und die westliche Spitze des Piz Muragl (rechts).